# Jehoszua Heszel Schorr
Jehoszua Heszel Schorr (ur. 1812/1814/1818 w Brodach, zm. 2 września 1895 tamże) – żydowski publicysta i pisarz tworzący w języku hebrajskim. Przedstawiciel haskali, zwany „galicyjskim Wolterem”.

## Życiorys
W zależności od źródeł, Jehoszua Heszel Schorr urodził się w 1812, 1814 lub 1818 roku, w Brodach, w majętnej rodzinie. Zaangażował się w działalność maskilów, tworzył pod wpływem Izaaka Ertera, z którym połączyła go wieloletnia przyjaźń, utrzymywał kontakty także z Leopoldem Zunzem, Nachmanem Krochmalem czy Heinrichem Graetzem. Pierwszy krytyczny tekst (poświęcony utworowi Izaaka Bera Lewinsona) opublikował początkiem lat 40. XIX w. Wiele z jego wczesnych artykułów ukazało się na łamach niemieckiego periodyku hebrajskojęzycznego „Zion”.
W 1852 roku zaczął publikować pismo „He-Chaluc” (Pionier), które stało się jego narzędziem konfrontacji z problemami, które maskilowie dostrzegali w społeczeństwie żydowskim. Słowo wstępne pierwszego numeru miał przygotować Erter, który jednak zmarł przed ukończeniem tekstu. Do 1889 roku ukazało się trzynaście numerów, które z początku wydawano we Lwowie, a następnie po kolei we Frankfurcie, Pradze i Wiedniu. Od siódmego numeru Schorr stał się jedynym autorem tekstów pisma, na łamach którego pisał rozprawy na takie tematy, jak literatura biblijna i rabiniczna, halacha, językoznawstwo czy średniowieczna literatura żydowska. Należał do grona pierwszych badaczy hebrajskich, którzy analizowali teksty biblijne przy pomocy narzędzi krytyki literackiej, czym wywołał wzburzenie pośród swoich ortodoksyjnych oponentów.
Był postrzegany jako czołowa postać galicyjskiej judaistyki swojego pokolenia, nazwano go także „galicyjskim Wolterem”. Jako czołowy przedstawiciel skrajnego skrzydła haskali zwalczał ortodoksję i chasydyzm. Jego prace wpłynęły m.in. na twórczość Moszego Lejba Lilienbluma i Jehudę Lejba Gordona. W swej działalności wykorzystywał całą gamę form literackich, od prac naukowych po satyrę i epigramaty. Jednak z czasem, wraz z powstaniem Chowewej Syjon, jego wpływ zaczął maleć. Pisał w języku hebrajskim.
Swe rozległe zbiory biblioteczne, na które składały się m.in. jego rękopisy czy cenne pierwsze wydania, zapisał w spadku seminarium rabinackiemu w Wiedniu.
Zmarł 2 września 1895 roku w Brodach.